# إتش تي سي ون ميني
هاتف HTC One Mini بنظام أندرويد هاتف ذكي مصنع من شركة إتش تي سي

## روابط خارجية
- مواصفات HTC One Mini